# Mario del Monaco
Mario Del Monaco (Florença, 27 de julho de 1915 — Mestre, 16 de outubro de 1982) foi um tenor italiano. Sendo altamente renomado pelo poder e intensidade de sua voz, além da qualidade metálica seu timbre, ele é considerado um dos maiores tenores dramáticos do século XX.

## Biografia
Del Monaco nasceu em 27 de julho em Florença, de pai napolitano e mãe florentina. Passou a infância em Cremona, mas em 1924 teve que ir morar na Líbia (durante 4 anos) por causa do trabalho de seu pai.
Seu pai era um amante da ópera, e seu grande sonho era que um de seus filhos fosse um grande músico; assim escolheu Pésaro, pois, além de ser a cidade natal de Rossini, também possuía um conservatório de grande reputação sob o comando de Pietro Mascagni.
Aos treze anos de idade, Mario del Monaco começou a estudar violino, porém, já possuía um enorme desejo de cantar e testava sua voz com algumas árias de barítono. Sua voz já era bastante potente, mas de pouca extensão. Começou a aprender canto com o maestro Rafaelli que o preparou para uma ópera praticamente desconhecida de Massenet, Il Narciso.
Depois desta estreia o jovem Del Monaco passou a estudar com o maestro Melocchi e, em 1936, ganhou uma bolsa de estudo no Teatro Reale dell"Opera de Roma, interpretando o "Improvviso", de Andrea Chénier. De 180 concorrentes somente se classificaram cinco, entre eles Rina Filippini, com quem se casaria em 1941. Pouco antes de partir para Roma, o maestro Melocchi lhe disse para ter cuidado em não sair da sua linha de canto, sob pena de arruinar a voz.
No entanto, no período que se seguiu em Roma, um maestro do teatro insistia em fazer com que Del Monaco cantasse um repertório inadequado, e chegou ao ponto de que mal se escutava sua voz no teatro. Por insistência de Rina (que teve um desentendimento com o maestro), Del Monaco tentou voltar a estudar com Melocchi, mas este não queria aceitá-lo. Somente com a insistência de Rina é que o maestro Melocchi recebeu seu antigo aluno e num prazo de seis meses sua voz começou a voltar ao bom caminho.
Em 1939, estreou na Cavalleria Rusticana no Teatro Comunale de Cagli. Nessa época, estava servindo o exército sob o comando do Coronel Gino Ninchi, que era irmão de dois grandes atores e um amante da ópera. O batalhão seguiu para a Rússia e Del Monaco pediu ao coronel para ir com eles. "Não force o destino, você fará parte do batalhão se for chamado, de resto você é um patrimônio do nosso país e servirá muito à sua pátria mostrando ao mundo a sua voz única", respondeu o coronel.
Seu debut oficial foi na ópera Madama Butterfly em 29 de dezembro de 1940 no Teatro Puccini de Milão. Um marco importante na sua carreira foi Andrea Chènier em 1949, para a comemoração da morte de Umberto Giordano. Foi o próprio Giordano quem o preparou para o papel de Chènier. Seu desempenho era tal, que durante praticamente 28 anos no La Scalla, essa ópera foi somente interpretada por ele.
O ano de 1950 foi marcante com Aída no La Scalla, La Bohème no Teatro San Carlo de Nápoles, e também o convite para fazer Otello (outra ópera marcante em sua carreira) em Buenos Aires. Em setembro de 1950, o Metropolitan Opera House lhe fez uma proposta pouco aceitável de U$ 350,00 por semana. "Farei um recital gratuito de Manon Lescaut e, se for um sucesso, vocês me darão um contrato para o próximo ano, mas não recebo por semana e sim por atuação", respondeu Del Monaco.
O desfecho foi que ele recebeu um contrato por dois anos, vinte e quatro atuações garantidas e a inauguração da temporada 1951/52 com Aída. No Metropolitan ficaria mais nove anos e inauguraria quatro temporadas.
De 1950 a 1960, fez apresentações alternadas entre o Metropolitan e o La Scala. Em 13 de dezembro de 1963, um acidente de carro em Roma o imobilizou por oito meses, só retornando aos palcos em agosto de 1964. Em 1975, aceitou gravar um último disco de melodias napolitanas, orquestradas ao estilo moderno, uma novidade na época para um cantor lírico.
Em Viena, em 1976, se retira dos palcos com I Pagliacci. Várias foram as tentativas do cinema para que ele atuasse em filmes, como por exemplo "O Príncipe Estudante" no lugar de Mario Lanza, mas para isso Del Monaco teria que deixar de atuar nos palcos por meses, ideia que não lhe agradava em nada, pois essa era a sua grande paixão.
Sua presença de palco e sua voz robusta foram fatores decisivos para o sucesso de sua longa carreira. Sem dúvida, foi a ópera Otello (primeira apresentação em 1950) que o levou ao mais alto posto entre os tenores. Dizia Del Monaco que uma apresentação de Otello era equivalente a quatro apresentações de qualquer outra ópera. Mas ao próprio Del Monaco não agradava muito este título de apenas intérprete de Otello, ele tinha em seu repertório 43 óperas dentre as quais podemos citar : Andrea Chénier, Cavalleria Rusticana, Die Walküre, La Bohéme, Turandot, Tosca, Il Trovatore, Carmen, Aída, Norma e muitas outras com as quais podemos identificá-lo com os grandes personagens.
Del Monaco jamais se apresentava sem estar totalmente preparado para o papel que ia interpretar.
Afirmar que ele teria sido melhor do que Caruso talvez não fosse agradável ao próprio Del Monaco, pois ele mesmo era um grande admirador do tenor napolitano. Além do mais, no tempo de Caruso as condições eram mais difíceis e não se sabe ao certo o que aconteceria se os dois tivessem atuado na mesma época. De Caruso, dizia-se que cantava com mil vozes. Mario Del Monaco por enquanto é o marco do máximo que se pode alcançar em voz, interpretação e qualidade. Faleceu em Mestre (VE) aos 67 anos de idade.
Seu filho Giancarlo del Monaco é um grande diretor de cena.